# Deutsche Eisenbahn-Gesellschaft

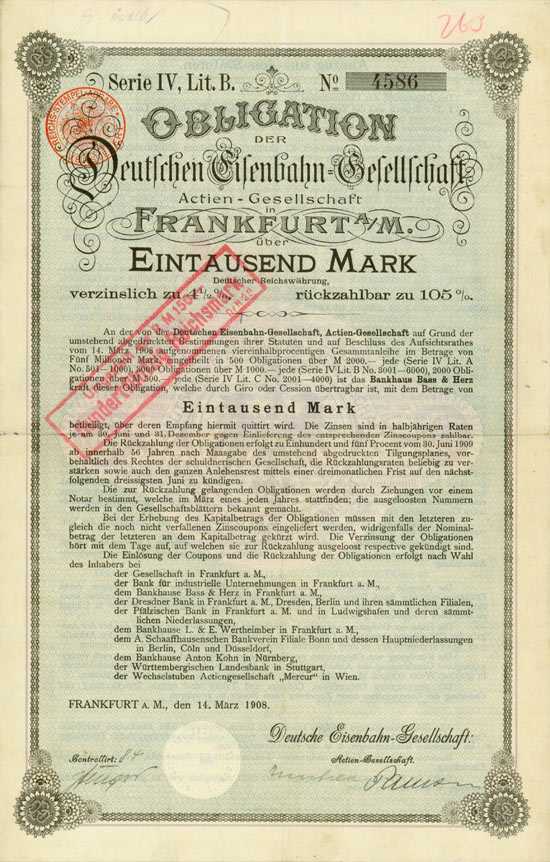
Obligation über 1000 Mark der Deutschen Eisenbahn-Gesellschaft AG vom 14. März 1908

Die Deutsche Eisenbahn-Gesellschaft (ursprünglich als AG mit DEAG abgekürzt, später auch DEGA, DEG oder DEGV), die heute zum Transdev-Konzern gehört, war rund einhundert Jahre lang eine der bedeutendsten Betriebsgesellschaften von Privatbahnen in Deutschland.

## Geschichte
Die Geschichte der DEAG ist eng verbunden mit der Entwicklung der AG für Bahn-Bau und -Betrieb (BBB). Beide Unternehmungen wurden im Jahr 1898 von einem Konsortium von Banken gegründet, zu dem u. a. die Deutsche Genossenschafts-Bank in Frankfurt am Main, die Westdeutsche Bank in Köln und die Pfälzische Bank in Ludwigshafen am Rhein gehörten.
Die am 18. Januar 1898 gegründete BBB besaß keine eigenen Bahnen, sondern nur Beteiligungen; außerdem war sie Betriebsführer für die Bahnen der DEAG. Diese war als Effekten-Holding-Gesellschaft am 3. Juni 1898 entstanden, erwarb aber nach und nach auch Bahnen und Beteiligungen, wie z. B. die Straßenbahn Neustadt–Landau in der Pfalz. Bei der BBB war bemerkenswert im Jahr 1909 der Erwerb der Aktienmehrheit (95 %) an der Württembergischen Eisenbahn-Gesellschaft (WEG) und 1914 der Continentalen Eisenbahn-Bau- und Betriebs-Gesellschaft (CEB) zu 100 %.
Im Jahr 1922 erwarb die DEAG sämtliche Aktien der BBB. Wenige Jahre später fusionierte sie zum 1. Januar 1928 mit der damals bedeutendsten Privatbahn-Holding in Deutschland, der AG für Verkehrswesen (AGV). Im Zuge der Neuordnung dieses Konzerns erhielt die BBB am 4. Juni 1929 den Namen Deutsche Eisenbahn-Gesellschaft und führte nun die Abkürzung „DEGA“. Die AGV erzielte durch die Übertragung der Verwaltungsaufgaben der Westdeutschen Eisenbahn-Gesellschaft in Köln auf die DEGA-Zentrale in Frankfurt am Main erhebliche Einsparungen. Außerdem wurden die Verwaltungen der Württembergischen Eisenbahn-Gesellschaft und der Württembergischen Nebenbahnen AG in Stuttgart zusammengefasst; auch hier bekam die DEGA nunmehr die Oberleitung.
In den Jahren 1930/1931 wurden von der DEGA insgesamt – einschließlich der Strecken in Württemberg – 24 Bahnen mit einer Streckenlänge von 450 Kilometer betrieben. In den Jahren vor dem Zweiten Weltkrieg unterstanden der DEGA – außer den württembergischen Nebenbahnen – zehn Bahnen mit einer Streckenlänge von 180 Kilometern.
Nach Ende des Krieges übertrug die AGV (seit 1974 unter dem Namen AGIV), die einen beträchtlichen Teil ihres Bestandes in Mittel- und Ostdeutschland verloren hatte, die Betriebsführung der ihr noch in Westdeutschland verbliebenen Bahnen überwiegend der Deutschen Eisenbahn-Gesellschaft, die seit dem 1. Januar 1952 als GmbH auftrat; im Jahr 1953 waren es 22 Bahnen. Die DEG betätigte sich in der Folgezeit auch als Betriebsführer fremder Bahnen. Im Jahr 1971 war ihr Aufgabenbereich auf 13 AGV-Gesellschaften und 35 Bahnen anderer Eigentümer gewachsen, insgesamt auf 613 Kilometer Bahnstrecken sowie 3150 Kilometer Buslinien.
Die zunehmenden Einschränkungen des Schienenverkehrs auf Nebenstrecken führten 1983 bei der DEG zu einem Rückgang auf 11 AGIV-Betriebe und 4 fremde Bahnen mit insgesamt 333 km Strecken. Außerdem wurden 21 Gesellschaften in Teilbereichen betreut, z. B. durch die Gestellung des obersten Betriebsleiters, wie bei der Bad Orber Kleinbahn, der Brohltal-Eisenbahn und der Kahlgrund-Verkehrs-GmbH.
Die DEG firmierte alsbald als DEG-Verkehrs-GmbH (DEGV) und übernahm mehr und mehr Beratungstätigkeiten. Als jedoch die Privatisierung ehemaliger Bundesbahnstrecken in Deutschland einsetzte, beteiligte sie sich auch an Ausschreibungen von Nahverkehrsleistungen auf der Schiene. So gewann sie 1994 die Ausschreibung der Regiobahn GmbH für den Betrieb der neuen S-Bahn-Linie S 28 der S-Bahn Rhein-Ruhr. Hierfür gründete sie anschließend als Tochtergesellschaft die Rheinisch-Bergische Eisenbahn-Gesellschaft, die 1999 den Betrieb aufnahm. Außerdem bekam die DEGV 1997 zusammen mit der Bayerischen Zugspitzbahn AG den Zuschlag für das Netz der Bayerischen Oberlandbahn.
In diesem Jahr gingen 60 % der Gesellschaftsanteile der DEGV auf die französische CGEA-Gruppe (eine Vorgängergesellschaft des Transdev-Konzerns) über, 40 % hielt noch die Energie-Versorgung Schwaben. Ab dem 1. Januar 2000 war CGEA, die seit August 2000 in Deutschland als Connex Verkehr firmierte und ab 2006 als Veolia Verkehr, hundertprozentiger Anteilseigner der DEGV. Deren Aufgaben wurden ab dem 1. Januar 2003 auf die verschiedenen lokalen Eisenbahn- und Omnibusgesellschaften übertragen, die in allen Teilen Deutschlands entstanden waren. Im Juli 2008 wurde die DEG mit der Berliner Veolia Verkehr Regio GmbH verschmolzen und Anfang August gelöscht.